# 팬텀 (포켓몬)
팬텀(Gengar,일본어: ゲンガー 겐가[*])은 포켓몬스터 시리즈에 등장하는 가공의 캐릭터(몬스터)이다.

## 특징
고우스트의 진화형. 그림자에 모습을 숨긴다. 팬텀이 숨어 있는 방은 온도가 5도 내려간다고 전해진다.

## 게임에서의 팬텀
고우스트가 통신 교환을 통해 진화한 모습이다.
《포켓몬스터 적·녹·청》, 《포켓몬스터 파이어 레드·리프 그린》의 오프닝에 등장한다.
《포켓몬 불가사의 던전 파랑 구조대·빨강 구조대》에서는 팀 '악동들'의 리더로 주인공 일행에 참견을 한다.
《포켓몬스터 레츠고! 피카츄·레츠고! 이브이》에서  매가진화가 가능하다.
《포켓몬스터 소드 실드》에서는 거다이맥스가 가능하다. 기술은 거다이환영으로 마자용의 그림자밝기처럼 상대가 도망치거나 교체 할 수 없게
만들며, 포켓몬스터 실드에서만 나오는 포켓몬이다.
거다이환영은 포켓몬이 죽기 전까지 계속 된다.
실드에서는 고스트타입관장 어니언의 주 포켓몬이며, 거다이맥스를 한다.
고스트워: 캐주얼 배틀 아레나에선 고오스는 B등급 고우스트는 A등급 팬텀은 SS등급으로 매우 빠름은 고오스와 고우스트 빠름은 팬텀이다.

## 애니메이션에서의 팬텀
《포켓몬스터》23화에서 고오스, 고우스트와 포켓몬 타워에 살고 있는 팬텀이 등장한다.
《포켓몬스터》74화에서 고대 유적에서 거대화 한 팬텀이 등장하여, 거대화 한 후딘과 싸우지만, 그 후, 나타난 거대 푸린의 노래에 의해 잠들어 낙서를 당한다.
《포켓몬스터》104화에선 헤드 트레이너 강산의 포켓몬으로 등장
《포켓몬스터》184화에선 인주시티 체육관장 유빈의 포켓몬으로 등장. 지우의 야부엉에게 패한다.
《포켓몬스터 AG》132화에선 임시로 상록체육관 관장을 맡은 사천왕 국화의 포켓몬으로 등장
《포켓몬스터 DP》 102화에선 연고체육관 관장 멜리사의 포켓몬으로 등장. 멜리사는 내보낼 때 "팬텀, GO!"라고 영어를 섞어 쓰곤 하는데, 지우의 브이젤에게 패한다.
《포켓몬스터 디 오리진》 4화에서 레드가 뮤츠와 싸울 때 고우스트가 팬텀으로 진화한 모습으로 등장.
《포켓몬스터W》 16화에서 지우에게 잡혀달라고 한다
《포켓몬스터W》91화에서 지우의 팬텀이 거다이맥스를 배운다.

## 그 외에서의 팬텀
- 만화 《포켓몬스터 스페셜》에서 관동 사천왕 국화의 포켓몬으로 등장한다.